# ازدواج همجنس در مریلند

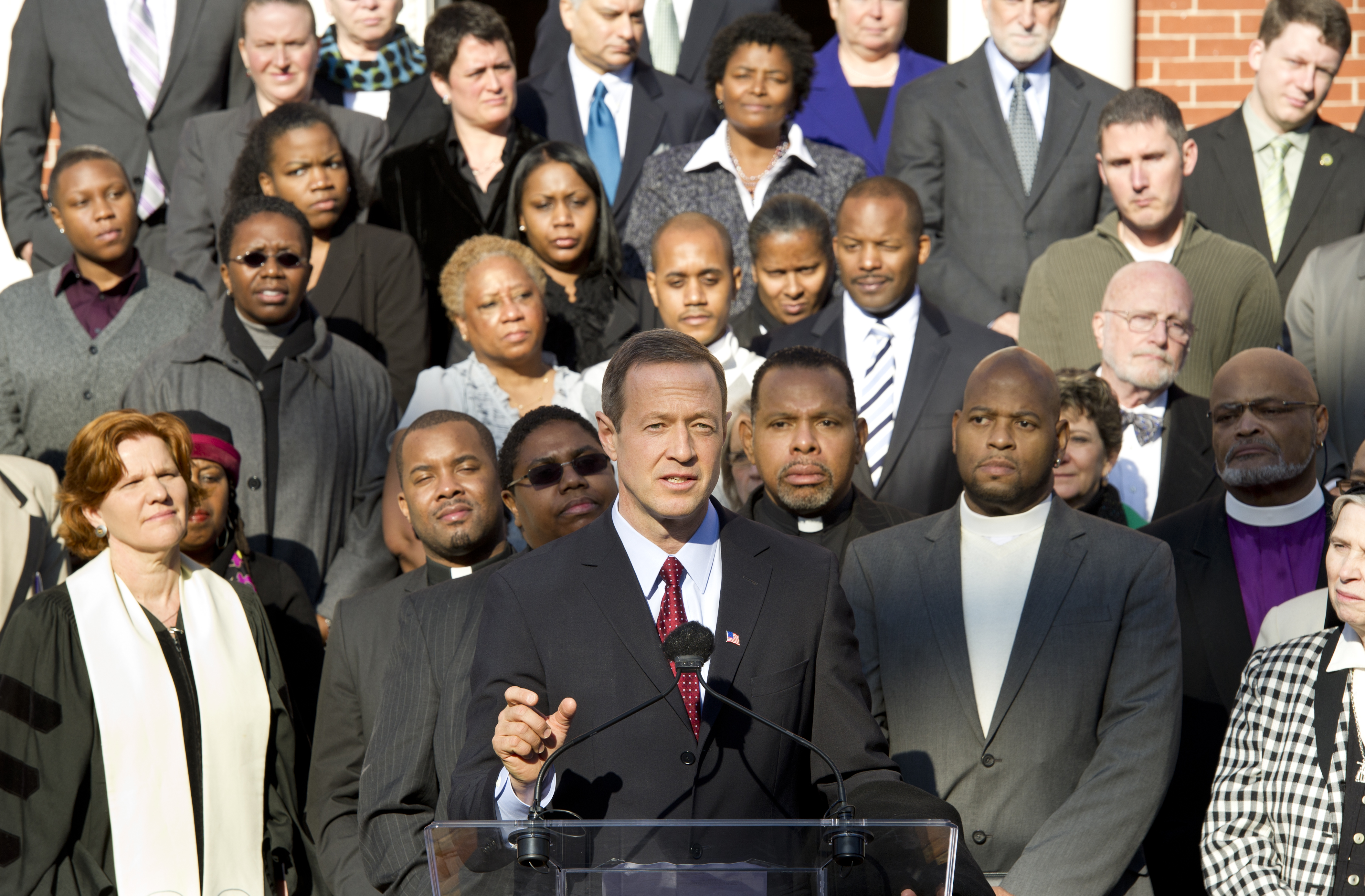
مارتین اومالی در کنفرانس مطبوعاتی برابری ازدواج در آناپولیس، مریلند.

ازدواج همجنس‌ها در مریلند از ۱ ژانویه ۲۰۱۳ قانونی است. در ۲۰۱۲ نمایندگان حزب دموکرات ایالات متحده آمریکا به همراه فرماندار مریلند مارتین اومالی یک کمپین برای قانونی‌سازی ازدواج همجنس‌ها راه انداختند و در ۱ مارس ۲۰۱۲ در مجلس‌های مریلند تصویب شد و به امضای فرماندار رسید، همچنین در رای‌گیری ۶ نوامبر ۲۰۱۲ با ۵۲.۴٪ از آرای عمومی مواجه شد.